# Solardach

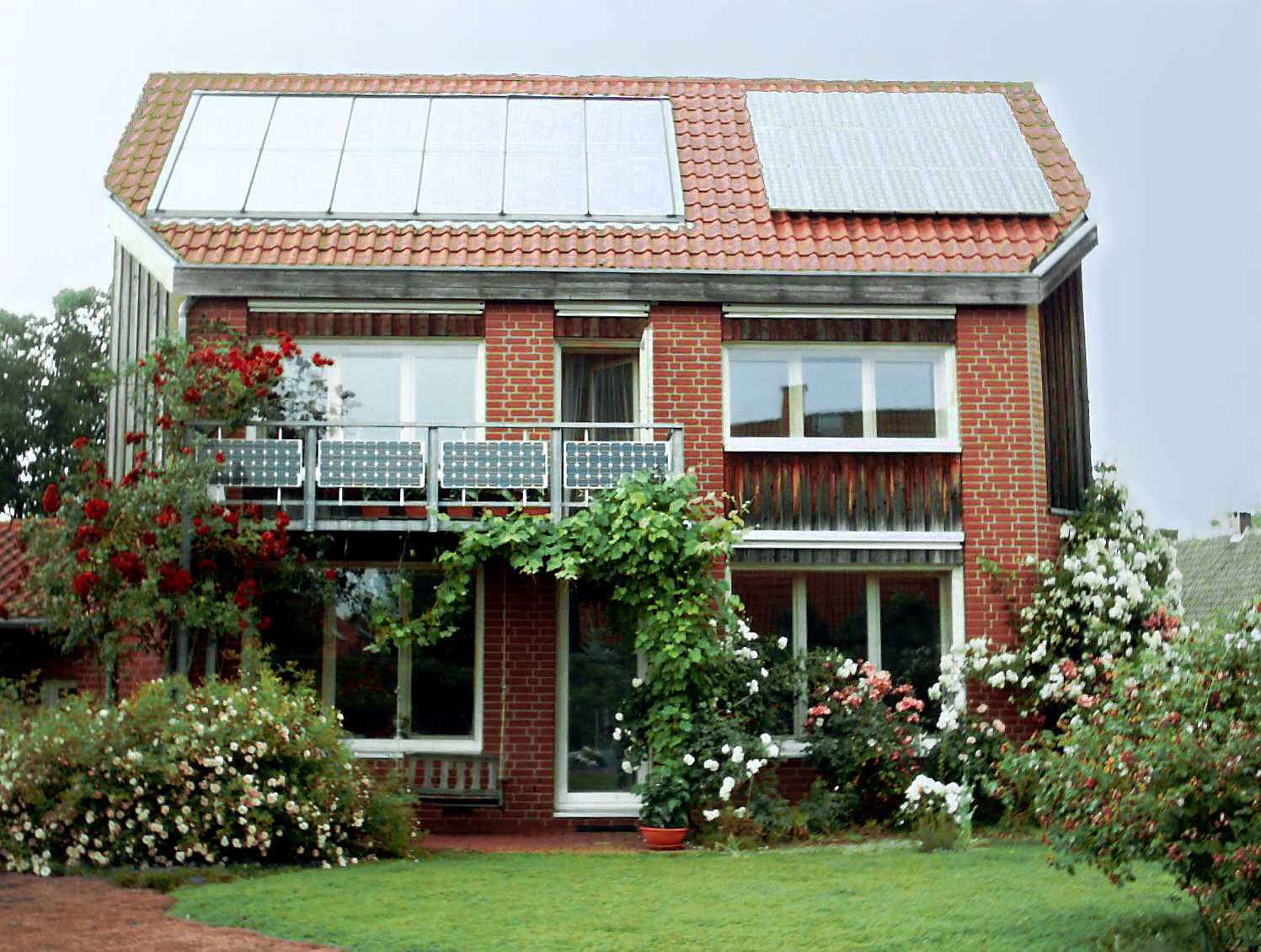
Nullenergiehaus mit Photovoltaik und Solarthermie auf dem Dach

Ein Solardach bezeichnet meist eine Photovoltaikanlage, die in einer Aufdachanlage realisiert wurde. Daneben kann es auch die thermischen Solaranlagen bezeichnen, die für Warmwassergewinnung eingesetzt werden und den Energiehaushalt insbesondere von Niedrigenergiehäusern verringern – in einer Kombination von Dämmung und Solardach mit Photovoltaik und Solarthermie lassen sich autarke Nullenergiehäuser errichten. Daher stehen Techniken für Solardächer im besonderen Fokus der Politik, die durch Förderung im 1000-Dächer-Photovoltaik-Programm und späteren 100.000-Dächer-Programm diese Dachnutzung gefördert hat.
Aktuell laufen Katasterprogramme, bei denen von Kommunen die Eignung der Dächer in ihrem Gebiet untersucht werden und die Ergebnisse den Bürgern zur Verfügung gestellt werden.
2008 initiierte die niedersächsische Stadt Osnabrück, als erste weltweit ein Solardachkataster. Nach gutem Erfolg in Osnabrück haben mittlerweile auch große Städte wie Berlin mit solchen Dachevaluierungen begonnen, die durch neuere Computerprogramme erleichtert werden, die aus dem Schattenwurf auf Fernerkundung (Luftaufnahmen) die Dachschrägen und Ausrichtungen sowie die Abschattungen durch Nebengebäude sehr genau errechnen können und so eine recht genaue Vorhersage zur Wirtschaftlichkeit eines Solardaches bieten, insbesondere bei Verrechnung mit Einspeisung per Erneuerbare-Energien-Gesetz. Das Deutsche Zentrum für Luft- und Raumfahrt (DLR) stellt seit Juni 2024 einen öffentlich zugänglichen sogenannten Solaratlas bereit, der in einer Karte bis auf Gebäudeebene errechnete Erträge zeigt, die eine Dachfläche mit installierter Photovoltaik-Anlage liefern kann.
Solardach ist ein Kofferwort, das sich aus dem lateinischen Sol für Sonne, dem unbestimmten Zahlwort ar für viel und dem Dach zusammensetzt.

## Rechtliche Aspekte
In Baden-Württemberg ist die Installation eines Solardaches bei Neubauten von Nicht-Wohngebäuden ab dem 1. Januar 2022 verpflichtend. In vielen anderen Bundesländer wurde ähnliches beschlossen oder wird diskutiert.